# Imaginaerum (film)
Pour l’album, voir Imaginaerum.
Pour plus de détails, voir Fiche technique et Distribution.
Imaginaerum est un film musical et de fantasy finno-canadien, réalisé par Stobe Harju d’après une histoire de Tuomas Holopainen. Ce film musical fait partie de l’album-concept Imaginaerum du groupe finlandais de metal symphonique Nightwish. Une partie de la bande originale du film est inspirée de l’album. Imaginaerum est produit par Markus Selin de Solar Films et par Nightwish. C’est le premier long métrage de Stobe Harju.
Le film a reçu des subventions de la Finnish Film Foundation, une institution gouvernementale finlandaise. Elles s’élèvent à 575 000 dollars, sur un budget total de 3,7 millions de dollars. Ce film a été initialement appelé Imaginarium (tout comme l’album), mais le titre a été changé en Imaginaerum afin d’éviter les confusions avec d’autres œuvres. Le film est sorti le 23 novembre 2012 en Finlande. Chaque membre du groupe Nightwish joue un personnage de ce film ; y compris Anette Olzon, le tournage ayant été fait en 2011. Les recettes en Finlande s'élèvent à 87 670 dollars.

## Synopsis
Tom, un compositeur âgé et sénile, imagine un monde dans lequel il est toujours un jeune garçon. Alors qu’il est endormi, il voyage dans son passé. Ses anciens rêves se mélangent au monde imaginaire fantastique et musical du jeune garçon. Gem, la fille du compositeur, tente de recréer les liens qui l’unissaient auparavant à son père en bonne santé, mais ses tentatives sont compromises par la santé déclinante de son père.
Le réalisateur d’Imaginaerum, Stobe Harju, précisa l’intrigue du film sur le site du groupe le 7 septembre 2011 :

« Imaginaerum raconte l’histoire d’un compositeur âgé, Tom, qui souffre de démence sévère. Étant malade depuis plusieurs années et ayant régressé vers l’enfance, il ne se souvient pratiquement plus de sa vie adulte. Sa musique, ses amis, tout son passé y compris les souvenirs de sa fille ne sont plus que flous dans son esprit fragile. Tout ce qui lui reste est l’imagination d’un garçon de dix ans. Comme il tombe dans le coma, il semble impossible de retrouver ce qu’il a oublié. Tom voyage dans son monde imaginaire, à la recherche de réponses et trouvant des souvenirs, pendant que sa fille, Gem, essaye de recréer les liens qu’elle avait autrefois partagés avec son père dans le monde réel. Comme ils étaient devenus de plus en plus distants l’un de l’autre les années passant, et comme il y a des obstacles encore plus grands qui les séparent maintenant (le coma de Tom et sa mort proche), les plans de Gem semblent voués à l’échec. Cependant, à travers les plus sombres secrets de Tom, Gem découvre le chemin qu’elle doit suivre pour retrouver son père à nouveau. »

## Distribution

### Membres de Nightwish
- Tuomas Holopainen : Thomas Whitman, à 34 et 47 ans.
- Anette Olzon : Ann, à 32 ans.
- Marco Hietala : Marcus, à 35 ans.
- Emppu Vuorinen : Emil, à 32 ans.
- Jukka Nevalainen : Jack, à 34 ans.

### Avec
- Marianne Farley : Gem Whitman, à 35 ans.
- Quinn Lord : Thomas Whitman, à 10 ans.
- Francis-Xavier McCarthy : Thomas Whitman, à 75 ans.
- Ilkka Villi : Theodore Whitman et M. White.
- Joanna Noyes : Ann, à 73 ans.
- Keyanna Fielding : Gem Whitman, à 7 ans.
- Stéphane Demers : Soldat de plomb.
- Ron Lea : Dr. Jansson.
- Hélène Robitaille : Danseuse Arabe.
- Troy Donockley : Magicien / assistant de Gem.
- Victoria Ann Jung : Ann, à 8 ans.
- Elias Toufexis : voix de M. White.
- Madison McAleer : Fille orpheline.
- Glenda Braganza : Nourrice de Tom.

## Production

### Développement
Au début de l’automne 2008, Tuomas Holopainen, le leader de Nightwish, proposa l’idée du film aux autres membres du groupe et au producteur de vidéos Stobe Harju avec lequel le groupe avait déjà travaillé sur le clip de The Islander. Stobe Harju a tout de suite aimé le projet. L’idée initiale de Tuomas était de tourner une vidéo pour chacune des treize chansons de l’album, mais Stobe Harju suggéra qu’ils pouvaient aussi inclure du dialogue. Ils commencèrent à travailler le pré-production d’Imaginaerum et Stobe Harju écrivit un premier jet du scénario de 70 pages, inspiré des idées originales de Tuomas Holopainen. Il a été décidé qu’au lieu de faire un ensemble de clips distincts, ils devaient plutôt créer un film entier avec une histoire plus développée.
Au sujet de l’Tuomas Holopainen expliqua : « Je voulais transmettre un message positif et l’idée de carpe diem. Le film 
est à propos de la joie d’être vivant et de la beauté du monde. ». Pour l’ambiance visuelle du film, il a cité les travaux de Tim Burton, Neil Gaiman et Salvador Dalí comme sources d’inspiration. Stobe Harju décrivit le style musical d’Imaginaerum comme « Un croisement entre Moulin Rouge et le film de Pink Floyd The Wall. ». Le film comportera beaucoup d’images de synthèses et d’effets spéciaux.
Les membres de Nightwish vont à la fois apparaître en tant qu’eux-mêmes et aussi dans de petits rôles secondaires avec du dialogue. Tuomas Holopainen apparaîtra en « homme d’une cinquantaine d’années morne et ridé ». Stobe Harju voulait que les spectateurs « sentent la présence de Nightwish » et choisit les noms des personnages joués par les membres du groupe de manière qu’ils ressemblent à leurs noms réels : ainsi Anette Olzon joue Ann, Tuomas Holopainen joue Tom, Marco Hietala joue Marcus, Emppu Vuorinen joue Emil et Jukka Nevalainen joue Jack.
D’après Tuomas Holopainen, la durée du film devait être d’environ 80 minutes.
À la fin de mai 2011 les derniers changements furent apportés au scénario et une partie de la post-production commença avant le début des prises de vue. Une mise à jour du blog sur le site de Nightwish déclara qu’« Imaginaerum ne sera en aucun cas un film pour enfants mais une imagination sombre et sinistre, un monde de rêve qui ne manque pas de surprises. »
Le film a été annoncé pour la première fois publiquement le 10 février 2011 sur le site officiel du groupe. Une affiche faite par Janne "Toxic Angel" Pitkänen fut dévoilée en même temps.
L’audition a été terminée en août 2011, et le tournage en 18 jours entre septembre et octobre. Celui-ci a eu lieu principalement à Montréal, au Canada, à cause des incitations offertes par le pays à la production de films étrangers. Le bassiste du groupe Marco Hietala révéla que toutes les scènes avec Nightwish avaient été finies avant le 23 septembre 2011.
Le 11 octobre 2011, la distribution a été annoncée sur le site officiel, citant Francis X. McCarthy, Quinn Lord, Marianne Farley, Joanna Noyes, Ilkka Villi, Keyanna Fielding, Ron Lea, Victoria Jung, Hélène Robitaille, et Stephane Demers.
Une bande-annonce a été mise en ligne le 24 avril 2012 sur le compte YouTube de Nightwish.
Le 23 août 2012, Nightwish a annoncé via son site que la première mondiale du film aurait lieu le 10 novembre suivant à l’Hartwall Arena, à Helsinki, en Finlande, juste après un concert du groupe. Le lendemain, ils annoncent que la bande originale du film sortira le 9 novembre, le jour précédant la première du film.
La dernière bande-annonce est sortie le 16 octobre 2012.
Le film est sorti le 23 novembre 2012 en Finlande, le 18 mars 2013 en Allemagne et en Autriche et le 27 mai 2013 en Russie intitulé "Воображариум".

## Imaginaerum: The Score
Albums de Nightwish, Petri Alanko
Imaginaerum
(2011) Endless Forms Most Beautiful
(2015)
La bande originale est principalement des réinterprétations par Petri Alanko des chansons de l’album Imaginaerum. Petri Alanko avait déjà composé la musique du jeu vidéo Alan Wake pour lequel Stobe Harju avait aussi produit les scènes cinématiques. Le CD de la bande originale est sorti le 9 novembre 2012, juste avant la première du film.
| 1.    | Find Your Story       | Tuomas Holopainen, Petri Alanko                                    | 2:30 |
| 2.    | Orphanage Airlines    |                                                                    | 4:34 |
| 3.    | Undertow              |                                                                    | 5:17 |
| 4.    | Spying in the Doorway |                                                                    | 3:03 |
| 5.    | A Crackling Sphere    | Tuomas Holopainen, Petri Alanko                                    | 3:59 |
| 6.    | Sundown               | Tuomas Holopainen, Petri Alanko                                    | 5:33 |
| 7.    | Wonderfields          | Tuomas Holopainen, Petri Alanko                                    | 5:31 |
| 8.    | Hey, Buddy            |                                                                    | 3:03 |
| 9.    | Deeper Down           | Marco Hietala (musique), Tuomas Holopainen (paroles), Petri Alanko | 3:28 |
| 10.   | Dare to Enter         |                                                                    | 1:50 |
| 11.   | I Have to Let You Go  |                                                                    | 8:16 |
| 12.   | Heart Lying Still     |                                                                    | 4:00 |
| 13.   | From G to E Minor     | Tuomas Holopainen, Petri Alanko                                    | 2:32 |
| 53:37 |                       |                                                                    |      |